# Нафтохімік (футбольний клуб, Нижньокамськ)
Товариство з обмеженою відповідальністю «Футбольний клуб "Нафтохімік" (Нижньокамськ)» або просто «Нафтохімік» (рос. Общество с ограниченной ответственностью «„Нефтехимик“» Нижнекамск») — професіональний російський футбольний клуб з міста Нижньокамськ. Заснований у 1991 році.

## Історія
Команда «Нафтохімік» була створена при нижньокамському хімкомбінаті в середині 1960-их років. До 1990 року брала участь тільки в республіканських змаганнях, у 1990 році грала на комерційному турнірі «Футбол Росії». Розділивши в фіналі, що проходив в Митищах, перше місце з господарями, клуб завоював право взяти участь у Першості другого дивізіону.

### 1990-ті роки
Дебютний рік виявився цілком успішним, так як клуб зайняв 9-те місце з 22-хо. Наступного року керівництво клубу поставило завдання піднятися в Перший дивізіон. У міжсезоння команда зміцнилася досвідченими гравцями. За підсумками сезону клуб став найкращим за показником забиті-пропущені м'ячі. Відбулася зміна президента клубу. Місце Шіяпова зайняв Н. Гізатуллін. Також змінився і головний тренер, новим тренером став Володимир Муханов.
Сезон 1993 року був дуже складним. Через реорганізацію Першої ліги клуб повинен був зайняти місце не нижче сьомого. Новим головним тренером став заслужений тренер Росії Г. Саричев. У другому колі команда пристойно посилилася новими футболістами. Наприкінці сезону «Нафтохімік» зробив серію з дев'яти безпрограшних матчів. У 1/16 Кубка Росії ніжньокамці зустрічалися з московським «Спартаком» і програли з рахунком 0:5.
Напередодні початку сезону 1994 року клуб підсилився декількома гравцями. Від команди не були потрібні великі результати, але «Нафтохімік» провів відмінний сезон і зайняв 6-те місце. І багато фахівців заявляли, що на берегах Ками з'явилася цікава команда.
У наступному сезоні була поставлена задача підготувати команду до виходу у вищу лігу, який планувався наступного сезону. За підсумками сезону клуб посів 7-ме місце, що розцінювалося як вдалий виступ. За підсумками сезону були допущені селекційні помилки, в результаті чого після першого кола відбулася зміна головного тренера.
У сезоні 1997 клуб знову виступав нижче своїх можливостей, в результаті чого відбулася чергова зміна тренера. Команду знову очолив Г. Саричев. Але після провального першого кола Саричев був звільнений і врятувати команду покликаний був Б. Сініцин.

### 2000-ні роки
У 2007 році «Нафтохімік» уклав угоду з казанським футбольним клубом «Рубін» про взаємодію й партнерство, ставши частиною футбольної структури Татарстану.
За підсумками сезону 2016/17 років у ФНЛ команда з 27-ма очками фінішувала на 20-му місці, відправившись у ПФЛ.

## Склад команди
Станом на 29 серпня 2017 року, згідно з офіційним сайтом ПФЛ.
| № | Поз. | Нац.  | Гравець            |
| - | ---- | ----- | ------------------ |
|   | ВР   | Росія | Федір Арсентьєв    |
|   | ВР   | Росія | Анатолій Малашенко |
|   | ВР   | Росія | Ярослав Малолєтков |
|   | ЗХ   | Росія | Сергій Доронін     |
|   | ЗХ   | Росія | Михайло Канаєв     |
|   | ЗХ   | Росія | Аяз Хасанов        |
|   | ЗХ   | Росія | Денис Кибардін     |
|   | ЗХ   | Росія | Олександр Куликов  |
|   | ЗХ   | Росія | Олександр Кузнєцов |
|   | ЗХ   | Росія | Сергій Морозов     |
|   | ЗХ   | Росія | Лев Потапов        |
|   | ПЗ   | Росія | Кирило Холодов     |

| № | Поз. | Нац.        | Гравець           |
| - | ---- | ----------- | ----------------- |
|   | ПЗ   | Росія       | Віталій Комисов   |
|   | ПЗ   | Росія       | Михайло Петролай  |
|   | ПЗ   | Росія       | Марат Сагіров     |
|   | ПЗ   | Росія       | Павло Шадрин      |
|   | ПЗ   | Росія       | Єфим Шанин        |
|   | ПЗ   | Росія       | Марат Ситдиков    |
|   | ПЗ   | Росія       | Віктор Уан        |
|   | ПЗ   | Росія       | Мерабі Урідія     |
|   | НП   | Росія       | Дмитро Каменщиков |
|   | НП   | Росія       | В'ячеслав Стешин  |
|   | НП   | Росія       | Микита Торгашов   |
|   | НП   | Азербайджан | Ризван Умаров     |

## Гравці, які зіграли понад 200 матчів за клуб
- Андрій Сітчихін
- Юрій Будилін
- Раїль Гімадіев (300 матчів/478 голів)
- Едуард Анісахаров
- Айрат Ахметгаліев]] (213 матчів/50 голів)
- Павло Рябошапка (228 матчів/18 голів)

## Відомі гравці
Мають досвід виступів у складі своїх національних збірних. Гравці, прізвища яких виділено жиреим шрифтом представляли свої національні збірні в період виступів у «Нафтохіміку».
| Росія/СРСР - Валерій Чижов - Владислав Ігнатьєв - Руслан Камболов - Любомир Кантоністов - Далер Кузяєв - Ігор Портнягін - Василь Жупіков Колишні республіки СРСР - Павло Кирильчик - Артур Кривонос | - Олександр Орешников - Гіоргі Жанелідзе - Соломон Квірквелія - Гіоргі Мегреладзе - Васо Сепашвілі - Максим Шевченко - Юрій Худяковс - Константінс Ігошинс - Владимирс Камешс - Олексійс Шарандо - Сергейс Тарасовс | - Віталійс Тепловс - Умед Алідодов - Іскандар Джалілов - Машушехр Джалілов - Парвізждон Умарбаєв - Павло Харчик - Улугбек Бакаєв - Вагіз Галіулін - Олексій Поляков |  |

## Відомі тренери
- 1991-1992 (до другого кола) — Володимир Морозов
- 1992 (друге коло) — Володимир Муханов
- 1993-1996 (до серпня) — Геннадій Саричев
- 1996 (з серпня) - 1997 (до серпня) — Віктор Антіхович
- 1997 (з серпня) — Олександр Афонін
- 1998 (до червня) — Геннадій Саричев
- 1998 (з червня) — Борис Олексійович Синіцин
- 1999-2001 (до травня) — Іван Буталій
- 2001 (з травня) - 2002 — Володимир Морозов
- 2003-2004 (до середини травня) — Володимир Пачко
- 2004 (червень - серпень) — Олександр Єфремов
- 2004 (вересень) - 2010 року (січень) - Володимир Клонцак
- 2010 (січень) - 2011 (січень) — Станіслав Цховребов
- 2011 (лютий) - 2012 (березень) — Володимир Єжуров, в. о.
- 2011 (березень) - 2012 (червень) — Андрій Сітчіхін
- 2012 (червень) - 2013 — Дмитро Огай
- 2013 (червень) - 2014 (травень) — Рустем Хузін
- 2014 (червень) - 2015 (серпень) — Андрій Сітчіхін
- 2015 (серпень) - 2016 (грудень) — Рустем Хузін
- З 2017 (січень) - Юрій Уткульбаєв